# Карбонат лития

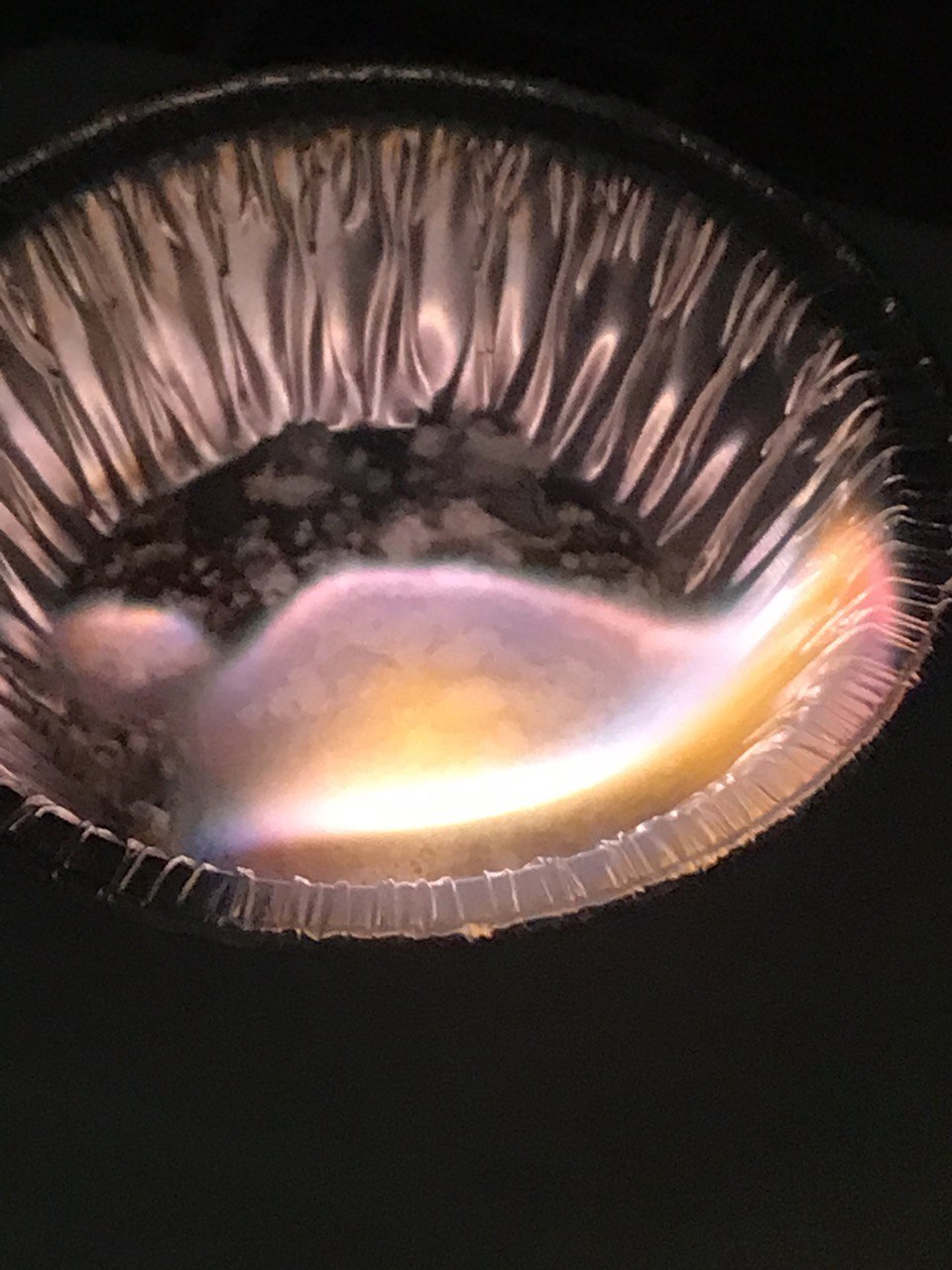
Горение карбоната лития в уротропине.

Карбонат лития (углеки́слый литий) — соль щелочного металла лития и угольной кислоты. Химическая формула Li2CO3.

## Физические свойства
Образует бесцветные кристаллы, не формирует кристаллогидраты. Кристаллизуется в моноклинной сингонии (а = 0,839 нм, b = 0.500 нм, с = 0,621 нм, b = 114,5°, z = 2, пространств. группа С2/с), плотность 2,11 г/см³ (при 0 °C), умеренно растворяется в холодной воде и плохо в горячей. Температура плавления 732 °C.

## Получение
- Из оксидов:

{\displaystyle {\mathsf {Li_{2}O+CO_{2}\ {\xrightarrow {500^{o}C}}\ Li_{2}CO_{3}}}}
- из щёлочи:

{\displaystyle {\mathsf {2\ LiOH+CO_{2}\ {\xrightarrow {\ }}\ Li_{2}CO_{3}+H_{2}O}}}
- обменными реакциями:

{\displaystyle {\mathsf {Li_{2}SO_{4}+Na_{2}CO_{3}\ {\xrightarrow {100^{o}C}}\ Li_{2}CO_{3}\downarrow +Na_{2}SO_{4}}}}

## Химические свойства
- Крайне неустойчив и при температуре плавления начинает разлагаться:

{\displaystyle {\mathsf {Li_{2}CO_{3}\ {\xrightarrow {730^{o}C}}\ Li_{2}O+CO_{2}\uparrow }}}
- разлагается разбавленными кислотами:

{\displaystyle {\mathsf {Li_{2}CO_{3}+2\ HCl\ {\xrightarrow {\ }}\ 2\ LiCl+CO_{2}\uparrow +H_{2}O}}}
- вытесняется из соли более активными металлами и углеродом при высоких температурах[1]:

{\displaystyle {\mathsf {Li_{2}CO_{3}+Mg\ {\xrightarrow {500^{o}C}}\ 2\ Li+MgO+CO_{2}\uparrow }}}
{\displaystyle {\mathsf {Li_{2}CO_{3}+C\ \xrightarrow {800^{o}C} \ Li_{2}O+2CO\uparrow }}}
- в холодных водных растворах обратимо взаимодействует с углекислым газом с образованием кислой соли:

{\displaystyle {\mathsf {Li_{2}CO_{3}+H_{2}O+CO_{2}\ \rightleftarrows 2\ LiHCO_{3}}}}
- с оксидом алюминия образует алюминат[1]:

{\displaystyle {\mathsf {Li_{2}CO_{3}+Al_{2}O_{3}\ \xrightarrow {800-900^{o}C} 2LiAlO_{2}+CO_{2}\uparrow }}}

## Применение вещества
Карбонат лития применяется в пиротехнике, производстве стёкол и пластмасс, электроизоляционного фарфора, ситаллов, а также в чёрной металлургии (десульфурация стали), в сельском хозяйстве в качестве удобрения и кормовой добавки.
Кроме того, в психиатрии используется как нормотимик (см. Препараты лития).
Самое широкое применения у карбоната лития в металлургии (десульфация стали).
Крупным потребителем карбоната лития является стекольная промышленность. Оксид лития сильно повышает химическую стойкость стекла, при его применении вместе с оксидом натрия. В состав стекла как правило вносят (0,1-0,4 %Li2O). Свыше 0,15 % Li2O в составе стекла приводит к:
- понижению температуры плавления (выступает в роли флюса), что в свою очередь снижает энергозатраты и продлевает кампанию печи.
- снижению вязкости стекломассы.
- повышению качества и блеска готовой продукции, улучшает колер стекла

В стеклоделии карбонат лития применяется как в чистом виде (в том числе и оксид лития), так и в составе различных минералов, таких как: петалит Li2O·Al2O3·8SiO2 (4,3-5,7 % Li2O), сподумен Li2O·Al2O3·4SiO2 (7,3-8 % Li2O), лепидолит (3,9-6 % Li2O), амблигонит (7-10 % Li2O).